# El amor que triunfa
El amor que triunfa ist ein mexikanischer Film aus dem Jahr 1917, bei dem Carlos Martínez de Arredondo und  Manuel Cirerol Sansores Regie führten. Der Stummfilm ist dem Genre des Melodramas zuzuordnen. Er erzählt die Geschichte eines Ehemanns, der – während er nicht bei seiner Frau ist – mit der Schauspielerin Luccerito flirtet. Sein Sohn verliebt sich ebenfalls in diese Schauspielerin, die er gegen den Widerstand seiner Eltern letztlich auch heiratet. El amor que triunfa wurde von der Gesellschaft Cirmar Films produziert und in Mérida gedreht. Das Drehbuch von Manuel Cirerol Sansores basierte auf dem Theaterstück El amor que huye von Joaquín Álvarez Quintero und Serafín Álvarez Quintero. Der mexikanische Filmhistoriker Emilio García Riera führt Sansores als einzigen Regisseur des Films an.